# Адела Фландрська
Адела Фландрська (фр. Adèle de Flandre; дан. Edel af Flandern; італ. Adelaide delle Fiandre), також Ала та Алана в південноіталійських джерелах (бл. 1064 — квітень 1115) — королева-консорт Данського королівства через шлюб з королем Кнудом IV та герцогиня Апулійська в Південній Італії через шлюб з герцогом Рожером I Борса, а потім регентка Апулії з 1111 по 1115 рік як мати та опікунка герцога Вільгельма II.

## Біографія
Адела народилася в родині графа Фландрського Роберта I, та Гертруди Саксонської. Її батько ворогував із королем Англії Вільгельмом Завойовником і для боротьби з ним уклав союз із королем Данії Кнудом VI, видавши у 1080 році Аделу за нього. Під час цього шлюбу у неї народилося троє дітей: син, майбутній граф Фландрський Карл Добрий (народився у 1084 році), та доньки-близнючки, Сесилія та Інгегерда (народилися приблизно у 1085/86 році). Коли Кнуда було вбито в 1086 році, вона втекла з сином Карлом до Фландрії, залишивши дочок у Данії під опікою брата чоловіка Еріка .
Вона залишалася при дворі свого батька та брата Роберта II до 1092 року, коли вирушила до Південної Італії, щоб вийти заміж за Рожера I Борсу, герцога Апулії. Вона народила своєму другому чоловікові трьох синів: Людовика (який помер у дитинстві в 1094 році), майбутнього герцога Вільгельма II (народився приблизно в 1096/97 році) та Гвіскара (який помер у дитинстві в 1108 році). Після смерті Роджера Борси в 1111 році, Адела виконувала обов'язки регента при своєму синові Вільгельмі II до його повноліття в 1114 році.

## Родина
1 Чоловік (з 1080) — Кнуд IV, король Данії  в 1080—1086 роках
Діти:
- Карл (бл. 1084—1127) — граф Фландрський в 1119—1127 роках
- Сесилія Кнустдаттер (між 1081 і 1085 роками — після 7 січня 1131 року)
- Інгегерд Кнудсдоттер (між 1081 і 1085 -?).

2 Чоловік (з 1092 року) — Рожер Борса, герцог Апулії в 1085—1111 роках, син і спадкоємець Роберта Гвіскара.
Діти:
- Людовик (помер дитиною в 1094 р.)
- Вільгельм (бл. 1095—1127) — герцог Апулії Вільгельм II в 1111—1127 роках
- Гвіскард (помер молодим у 1108 р.)